# Pod Slunečnou strání
Pod Slunečnou strání je přírodní rezervace poblíž obce Jindřichov v okrese Šumperk. Oblast spravuje AOPK ČR Správa CHKO Jeseníky. Důvodem ochrany jsou přirozené ekosystémy smíšených porostů na suti včetně hnízdišť vzácných druhů ptáků a současně k ochraně genofondu původních druhů rostlin a živočichů.